# Dungeon Keeper 2
A Dungeon Keeper 2 egy stratégiai játék, melyet a Bullfrog Productions fejlesztett és az Electronic Arts adott ki 1999 júniusában kizárólag Microsoft Windows platformra. Az első részen dolgozó Peter Molyneux már nem vett részt a folytatás munkálataiban, bár az előző részből származó ötletei itt is megjelennek. A fejlesztők már elkezdték a Dungeon Keeper 3 készítését, ami a War for the Overworld alcímet viselte volna, ám a kiadó Electronic Arts 2000 márciusában törölte a projektet. Az elődhöz hasonlóan a játékos feladata most is egyfajta földalatti labirintusrendszer (dungeon) kiépítése és működtetése. A Dungeon Keeper 2 történetében központi szerep jut a portál kristályoknak (portal gem), amiket főként a játékos elpusztítására törő jólelkű hős lovagoktól lehet megszerezni, a huszadikat is összegyűjtve pedig megnyílik az út a felszínre és a világ leigázására.
A legjelentősebb különbség a két rész között a külsőségekben vehető észre, az előzőtől eltérően ugyanis már 3D-ben jelenik meg a játék, a spriteokat pedig 3D-s karaktermodellek váltották fel. A játékmenet nem sokban változott, egyes kialakítható helyiségek, a varázslatok és a szörnyek módosultak, illetve újabbak jelentek meg vagy a régebbiek tűntek el. Újításként bekerült a "My Pet Dungeon" játékmód is, ahol szabadon lehet építkezni és a hősök csak akkor tűnnek fel, ha a játékos úgy akarja.